# Žena z Haraldskæru

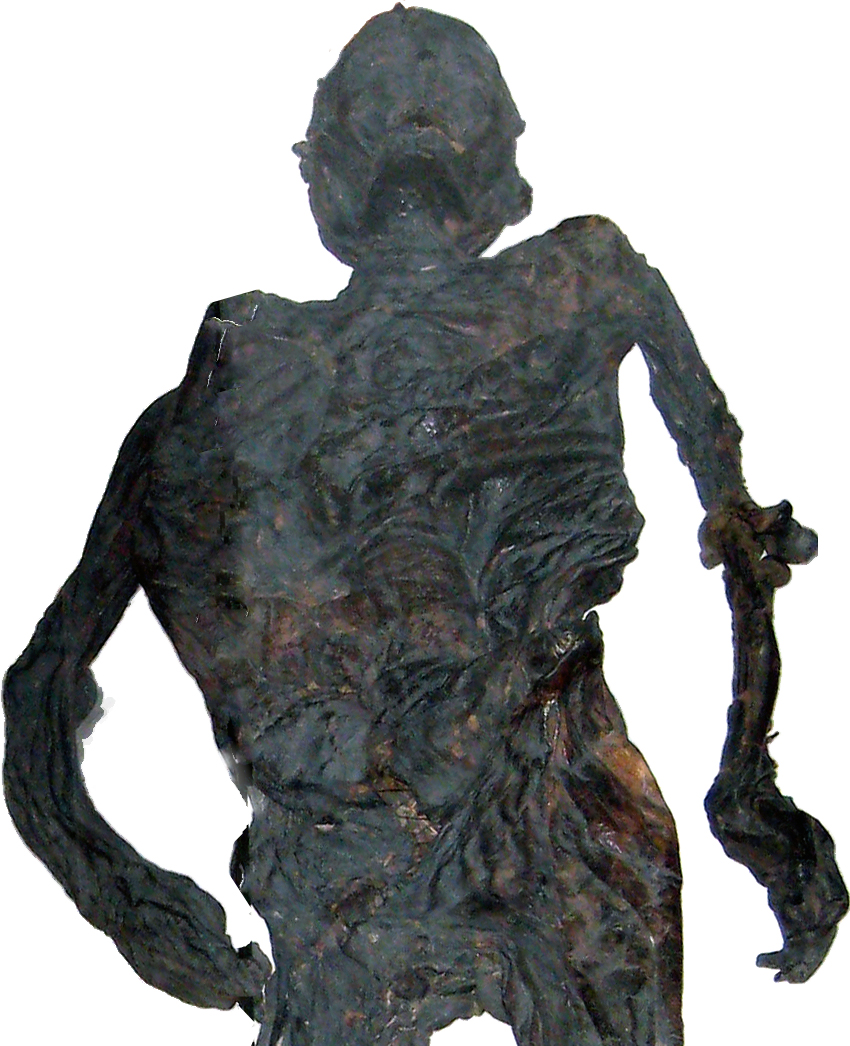
Tělo ženy z Haraldskæru

Žena z Haraldskæru je tělo ženy nalezené v bažině v Jutsku v Dánsku. Tělesné pozůstatky jsou datovány přibližně do roku 490 př. n. l. (do předřímské doby železné). Tělo bylo objeveno dělníky v roce 1835 při těžbě rašeliny na panství Haraldskær. Anaerobní podmínky a kyseliny rašeliniště přispěly k výbornému zachování organismu. Zachovala se nejen neporušená kostra, ale také kůže a vnitřní orgány. Spory o identitu a stáří takto dobře zachovalého těla vědci vyřešili v roce 1977 pomocí radiokarbonové metody datování. Výsledky této metody určily, že k úmrtí ženy došlo přibližně v 5. století př. n. l.  Toto tělo je trvale vystaveno ve skleněném sarkofágu v Kulturním muzeu v centru Vejle v Dánsku.

## Nález a analýzy

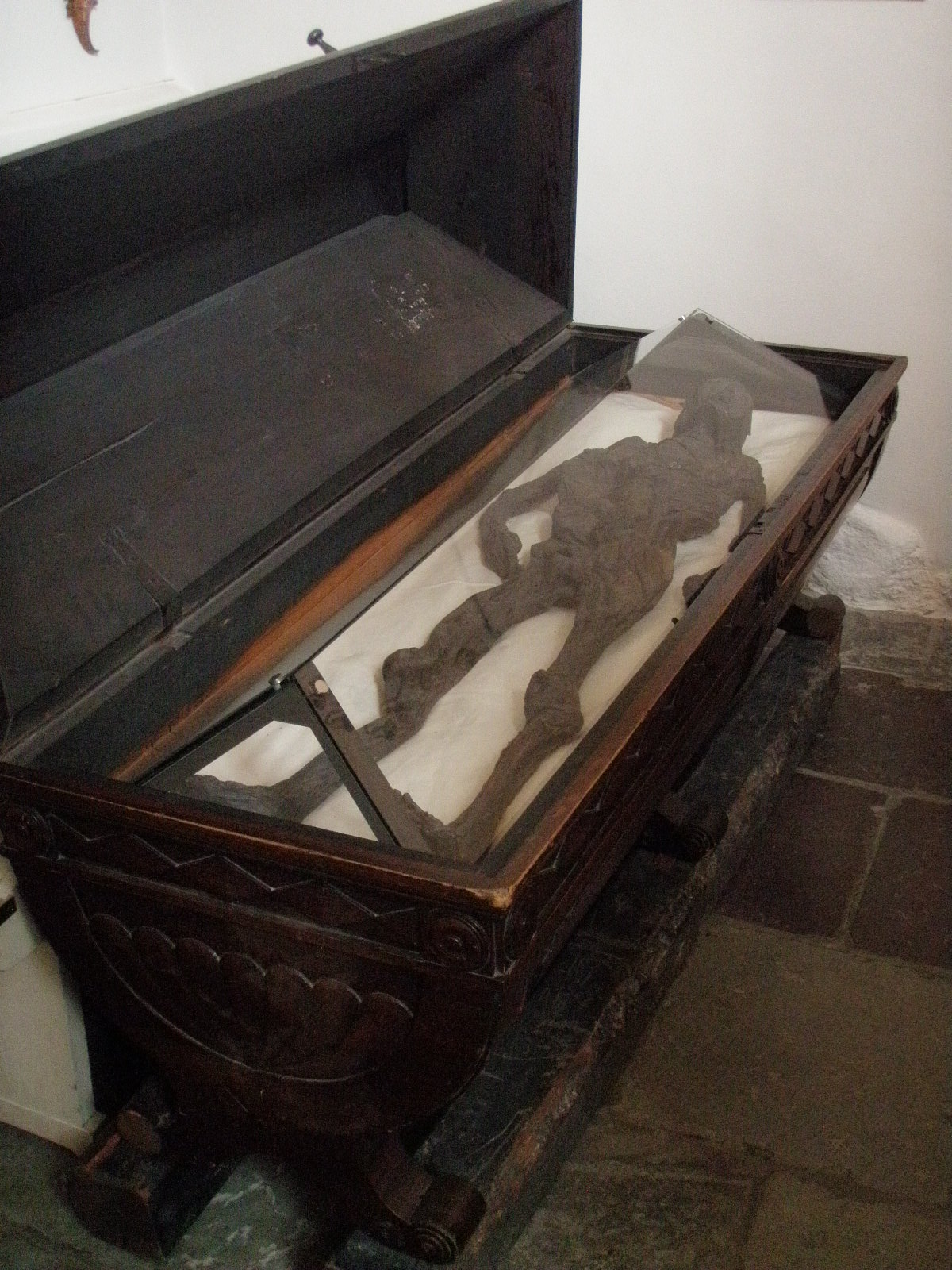
Žena z Haraldskæru vystavená ve skleněném sarkofágu v dánském Vejle

Tělo leželo v poloze na zádech a bylo ve výborném stavu. Žena byla nahá a její šaty, skládající se z kožešinové pláštěnky a tří vlněných oděvů, byly položeny na těle. Tělo bylo v bažině zatíženo větvemi a dřevěnými tyčemi. V době nálezu byla neporušená nejen kůže, ale i vnitřní orgány. Na těle byla viditelná bodná rána v oblasti kolenního kloubu, kde nějaký předmět, možná jeden z ostrých kůlů, pronikl do těla. Kůže měla bronzový odstín díky tříslovinám v rašelině a všechny klouby byly pokryté kůží, takže tělo vypadalo, jakoby žena zemřela teprve nedávno. Podle lékařské analýzy bylo ženě přibližně 50 let. V době smrti byla zdravá bez známek degenerativních chorob, jako je například artritida, které jsou pro tento věk obvyklé.
V roce 1979 lékaři v nemocnici v Århusu provedli další forenzní vyšetření. Od doby nálezu do doby této analýzy se tělo vysušilo a scvrklo a kůže se stala kožovitou, silně vrásčitou a složenou. CT lebky přesněji určil její věk na asi 40 let. V době analýzy měřilo tělo pouze 133 cm, ale lékaři použili původní popis z roku 1835 a odhadli její výšku na 150 cm.
V roce 2000 provedli Lone Hvass z Muzea Elsinore, Miranda Aldhouse-Green z Cardiffské univerzity a Katedra forenzních věd Aarhuské univerzity opětovnou analýzu těla této ženy. Forenzní rozbor odhalil obsah žaludku, ve kterém bylo objeveno neloupané proso a ostružiny. Na jejím krku byla slabá rýha, jakoby někdo použil provaz k mučení nebo jejímu uškrcení. Vědci také dospěli k závěru, že bažinné kyseliny způsobily otok kolenního kloubu a že žena byla pravděpodobně již mrtvá, když ji větve zatížily v bažině. Vzhledem k jejímu pečlivému umístění a tomu, že kremace byla v tomto období v Jutsku převládajícím způsobem pohřbu, vědci usoudili, že žena byla lidskou obětí.

## Vztah k dalším nálezům těl v bažinách
Hlavní evropské lokality, na kterých byla objevena těla v bažinách leží v Německu, Nizozemsku, ve Spojeném království, v Irsku a zejména v Dánsku. Nejstarší z těchto těl se datuje do doby přibližně 8000 př. n. l., ačkoliv většina dánských nálezů pochází z doby předřímské až římské doby železné (asi 500 př. n. l. až 400 n. l.). Do roku 2006 bylo objeveno více než 700 takových těl (některé zdroje uvádějí jejich počty až na tisíce). Pro vědce je obtížné zjistit přesné číslo, protože mnoho těl bylo ztraceno nebo zničeno. Než začali archeologové aktivně pátrat po tělech z bažin, byla těla většinou objevena při běžné těžbě rašeliny a poté znovu pohřbena. Po zjištění, že systematickou ochranu ostatků z doby železné lze připsat kyselému anaerobnímu prostředí, došlo v Jutsku k velkým vykopávkám. Mezi dalšími těly nalezenými na Jutském poloostrově a která prošla podobně rozsáhlou analýzou jako tělo ženy z Haraldskæru patří tollundský muž, grauballský muž, žena z Ellingu, žena z Huldremose či těla z Borremose.

## Záměna její identity
Po objevení těla této ženy se objevily rané teorie o tom, že by se mohlo jedna o tělo norské královny Gunnhild, která žila kolem 900 až 1000. Podle ságy Jomsvikinga Harald I. Modrozub z Dánska nařídil, aby byla královna Gunnhild utopena v bažině. Vzhledem k tomu, že stopy na většině nalezených těl z rašelinišť naznačují, že lidé zemřeli násilnou smrtí nebo jako rituální oběti, byly tyto teorie v souladu s tím, že bylo tělo ženy uloženo do bažiny na rozdíl o tehdy běžné kremace a odpovídalo by to i zmíněné sáze. Na základě přesvědčení, že se jedná o tělo královny, přikázal král Frederik VI. vyhotovení náročně vyřezávaného sarkofágu pro uložení jejího těla. Díky tomu bylo tělo výborně konzervováno. V roce 1842 mladý dánský archeolog Jens Jacob Asmussen Worsaae zpochybnil identifikaci této ženy jako královny Gunnhild. Worsaae, průkopník metody archeologické stratigrafie, předložil důkazy, že tělo této ženy pochází z doby železné. Pozdější radiokarbonové datování toto tvrzení potvrdilo.